# Бжесько
Бже́ско (Бжесько, пол. Brzesko) — місто південної Польщі, на річці Ушвиця.
Адміністративний центр Бжеського повіту Малопольського воєводства.

## Географія

### Клімат
| Клімат Бжеська          | Клімат Бжеська | Клімат Бжеська | Клімат Бжеська | Клімат Бжеська | Клімат Бжеська | Клімат Бжеська | Клімат Бжеська | Клімат Бжеська | Клімат Бжеська | Клімат Бжеська | Клімат Бжеська | Клімат Бжеська | Клімат Бжеська |
| Показник                | Січ.           | Лют.           | Бер.           | Квіт.          | Трав.          | Черв.          | Лип.           | Серп.          | Вер.           | Жовт.          | Лист.          | Груд.          | Рік            |
| Середній максимум, °C   | −0,1           | 2,1            | 7,1            | 13,5           | 18,7           | 21,6           | 23,0           | 22,8           | 18,8           | 13,8           | 6,8            | 1,8            | 12,5           |
| Середня температура, °C | −3,3           | −1,6           | 2,4            | 7,9            | 13,1           | 16,2           | 17,5           | 16,9           | 13,1           | 8,3            | 3,2            | −1             | 7,7            |
| Середній мінімум, °C    | −6,7           | −4,8           | −1,3           | 3,0            | 7,6            | 10,8           | 12,2           | 11,8           | 8,6            | 4,2            | 0,2            | −4             | 3,5            |
| Днів з опадами          | 8              | 7              | 7              | 8              | 10             | 11             | 10             | 9              | 8              | 7              | 9              | 10             | 104            |
| ----------------------- | -------------- | -------------- | -------------- | -------------- | -------------- | -------------- | -------------- | -------------- | -------------- | -------------- | -------------- | -------------- | -------------- |
| Джерело: www.yr.no      |                |                |                |                |                |                |                |                |                |                |                |                |                |

## Демографія
Демографічна структура станом на 31 березня 2011 року:
|          | Загалом | Допрацездатний вік | Працездатний вік | Постпрацездатний вік |
| -------- | ------- | ------------------ | ---------------- | -------------------- |
| Чоловіки | 8323    | 1665               | 5850             | 808                  |
| Жінки    | 8955    | 1527               | 5459             | 1969                 |
| Разом    | 17278   | 3192               | 11309            | 2777                 |